# 教会
教会（きょうかい）
1. 宗教集団。教団。包括団体。法的には教部省が1873年（明治6年）に公布した「教会大意」（宗教組織の設立規則。廃止）により規定された呼称。「○○教会」として伝統宗教、新宗教に限らず団体名にも用いられている。
2. 宗教集団。（法人としての）神社・寺院に類する個々の単位団体。被包括団体。法的には昭和15年の「宗教団体法」（廃止）に規定された呼称（宗教団体法以前は「教会所」と呼称。）。どの宗教に対しても用いられうる用語である。
3. 教会 (2) が所有する宗教施設。この場合、宗教建築以外の居抜き物件を教会にしたものなどすべて含む。
4. (3)のうち教会堂と呼ばれるものや宗教建築の一部の事。さらに既に教会(2)が所有していないものも含む。

教会（きょうかい）とは、共通の信仰によって形成される集団・団体や社会のことである。現在ではキリスト教のそれを意味することが多いが、どの宗教に対しても用いられている言葉である。なお、キリスト教の中でも会衆派系の団体においては「会衆」、ブラザレン派においては「集会」という呼び方をする場合がある。または宗教活動の拠点となる建物・施設がこの名で呼ばれることもあるが、「聖堂」や「礼拝堂」、あるいは「神殿」などと呼ぶほうが適切な場合もある。

## キリスト教における教会
教会とは信仰と洗礼によって神の子ら、キリストの肢体、聖霊の神殿となる人々の集まりを築くために、神が地上のあらゆる場所から招集し、一つに集める民を指す。「コングレゲーション」と呼ばれる、集会を行う建物自体より集会を開くことに対して信仰の重みを置く宗派もある（自宅や貸しホールなどでも集会は可能だが、便宜性のために団体が物件を取得することもある。しかし教会のようにそれ自体が信仰の対象ではない。）。

## 他の宗教における教会
天理教や金光教、立正佼成会、世界平和統一家庭連合（旧・統一教会。“キリスト教の一派”を騙っていた）をはじめとする新宗教だけでなく、神道や仏教などの伝統宗教においても、信者が集まる集団・組織または建物を「教会」と呼ぶ。意義についてはそれぞれの項目を参照。伝統宗教においても神道の神宮教会や出雲大社教会、仏教高野山真言宗の高野山大師教会や成田山新勝寺の成田山教会、修験道の神変教会など教会を名乗る団体・施設もある。場所によっては、キリスト教以外の教会が地名などに採用されている場合もある（例えば、徳島県鳴門市にある教会前駅の名称は、駅前に天理教の教会（天理教撫養大教会）があることに由来している）。ところで出雲大社教の教会は「教徒集会」の略語である。